# 司記
司記是中國、朝鮮半島古代宮廷女官名，屬尚宮局下轄司記司之正六品首席女官，唐代始置。司記掌印，負責宮內各司的簿書出入的紀錄、審核，紀錄、審核後確定文書沒有問題，司記就會審署加印，然後授予相關人員執行。下有正七品典記，再下有正八品掌記，並有多名女史負責文書工作。